# Barry Malkin
Barry Malkin, né le 26 octobre 1938 à New York, ville où il est mort le 4 avril 2019, est un monteur américain, membre de l'ACE.

## Biographie
Barry Malkin débute comme assistant de Dede Allen sur America, America d'Elia Kazan (1963), puis d'Aram Avakian sur Lilith de Robert Rossen (1964). Il devient lui-même monteur sur un film sorti cette même année 1964 (après un bref premier essai sur une série télévisée en 1963).
Sur la production de Big Boy (monté par Aram Avakian), il rencontre son réalisateur Francis Ford Coppola et devient l'un de ses monteurs attitrés sur dix films, depuis Les Gens de la pluie (1969) jusqu'à L'Idéaliste (1997), en passant notamment par la saga Le Parrain (deuxième partie en 1974 et troisième partie en 1990).
De plus, il intervient sur le montage de la mini-série Le Parrain (1977, version longue pour la télévision des première partie et deuxième partie de la saga précitée).
Par ailleurs, il contribue entre autres à quatre films d'Andrew Bergman, dont Premiers pas dans la mafia (1990). Le dernier film qu'il monte est La Grande Arnaque de George Armitage (2004).
Durant sa carrière, il obtient une nomination au British Academy Film Award du meilleur montage, puis deux nominations à l'Oscar du meilleur montage (voir détails ci-dessous en rubrique « Distinctions ») mais sans rien gagner.
Barry Malkin meurt en 2019 dans sa ville natale, à 80 ans.

## Filmographie partielle
(comme monteur, sauf mention contraire)

### Cinéma
- 1963 : America, America d'Elia Kazan (assistant monteur)
- 1964 : Lilith de Robert Rossen (assistant monteur)
- 1969 : Les Gens de la pluie (The Rain People) de Francis Ford Coppola
- 1970 : End of the Road d'Aram Avakian
- 1970 : Little Big Man d'Arthur Penn (assistant monteur)
- 1971 : Qui est Harry Kellerman ? (Who Is Harry Kellerman and Why Is He Saying Those Terrible Things About Me?) d'Ulu Grosbard
- 1973 : Flics et Voyous (Cops and Robbers) d'Aram Avakian
- 1974 : Le Parrain 2 (The Godfather: Part II) de Francis Ford Coppola
- 1976 : Dragonfly (One Summer Love) de Gilbert Cates
- 1979 : Meurtres en cascade (Last Embrace) de Jonathan Demme
- 1979 : Apocalypse Now de Francis Ford Coppola (montage additionnel)
- 1980 : Windows de Gordon Willis
- 1981 : Georgia (Four Friends) d'Arthur Penn
- 1982 : Hammett de Wim Wenders
- 1983 : Rusty James (Rumble Fish) de Francis Ford Coppola
- 1984 : Cotton Club (The Cotton Club) de Francis Ford Coppola
- 1986 : Peggy Sue s'est mariée (Peggy Sue Got Married) de Francis Ford Coppola
- 1987 : Jardins de pierre (Gardens of Stone) de Francis Ford Coppola
- 1988 : Big de Penny Marshall
- 1989 : New York Stories (film à sketches), segment La Vie sans Zoë (Life Without Zoe) de Francis Ford Coppola
- 1990 : Premiers pas dans la mafia (The Freshman) d'Andrew Bergman
- 1990 : Le Parrain 3 (The Godfather: Part III) de Francis Ford Coppola
- 1992 : Lune de miel à Las Vegas (Honeymoon in Vegas) d'Andrew Bergman
- 1994 : Milliardaire malgré lui (It Could Happen to You) d'Andrew Bergman
- 1996 : Jack de Francis Ford Coppola
- 1997 : L'Idéaliste (The Rainmaker) de Francis Ford Coppola
- 2000 : Le Bon Numéro (Lucky Numbers) de Nora Ephron
- 2004 : La Grande Arnaque (The Big Bounce) de George Armitage

### Télévision
- 1977 : Le Parrain (The Godfather: A Novel for Television), mini-série de Francis Ford Coppola

## Distinctions
- 1976 : Nomination au British Academy Film Award du meilleur montage, pour Le Parrain 2.
- Deux nominations à l'Oscar du meilleur montage :
  - En 1985, pour Cotton Club ;
  - Et en 1991, pour Le Parrain 3.

## Note et référence
1. ↑  D'après le site de l'ACE (article nécrologique du 8 avril 2019).